# Универзум Стреле
Универзум Стреле (енгл. Arrowverse) је америчка медијска франшиза и заједнични универзум који је усредсређен на различите међусобно повезане телевизијске серије засноване на DC Comics-овим суперхеројским ликовима, које се првенствено емитују на The CW-у као и веб-серије на CW Seed-у. Серије су развили Грег Берланти, Марк Гагенхајм, Ендру Крајсберг, Џеф Џонс, Али Адлер, Фил Клемер, Салим Акил, Кероланјн Драјз и Род Хелбинг.